# 안병모
안병모(安炳模, 1998년 ~ )는 대한민국의 아마추어 바둑 기사이다.

## 약력
부산 출신으로 양천대일도장에서 바둑 지도를 받았다. 바둑 공부를 위해 중학교 1학년때 자퇴했다. 2009년 조남철 국수배 바둑 선수권대회에 참여하여 최강부에서 임상규에게 패하여 준우승을 차지했다. 2012년부터 영재 입단 대회에 참가했고, 2015년 한국기원 연구생으로 선발되어 프로 자격을 얻기 위해 여러 차례 입단 대회에 도전했으나 연거푸 실패했고, 2020년 현재 내셔널바둑리그에서 활동하고 있다.